# Фулендорф (Холштајн)
Фулендорф (њем. Fuhlendorf) општина је у њемачкој савезној држави Шлезвиг-Холштајн. Једно је од 95 општинских средишта округа Зегеберг. Према процјени из 2010. у општини је живјело 392 становника. Посједује регионалну шифру (AGS) 1060023.

## Географски и демографски подаци
Фулендорф се налази у савезној држави Шлезвиг-Холштајн у округу Зегеберг. Општина се налази на надморској висини од 29 метара. Површина општине износи 6,5 km². У самом мјесту је, према процјени из 2010. године, живјело 392 становника. Просјечна густина становништва износи 60 становника/km².